# MOBO Awards 2001
Die MOBO Awards 2001 waren die sechste Preisverleihung des britischen Musikpreises MOBO Award. Die Verleihung fand am 4. Oktober 2001 in der London Arena statt. Die Moderation übernahmen Kelis und Trevor Nelson. Sie wurde im Fernsehen gesendet am 6. Oktober 2001.

## Preisträger
- Best Album: Usher – 8701
- Best Single: Destiny’s Child – Independent Women Part 1
- Best UK Act: Craig David
- Best Newcomer: So Solid Crew
- Best Video: Oxide & Neutrino – Middle Finger
- Best Hip Hop Act: Missy Elliott
- Best R&B Act: Usher
- Best Reggae Act: Shaggy
- Best World Music Act: Nitin Sawhney
- Best UK Garage Act: So Solid Crew
- Best Unsigned Act: Nasheen
- Best Jazz Act: Courtney Pine & Incognito
- Best Gospel Act: Mary Mary
- Best UK Album: Gabrielle
- Best Producer: Dr. Dre
- Best UK Radio DJ: Jigs
- Best UK Club DJ: Spoony
- Outstanding Achievement: R. Kelly
- Lifetime Achievement: Luther Vandross